# Navin Ramgoolam
Pour les articles homonymes, voir Ramgoolam.
Navinchandra Ramgoolam (en hindi : नवीनचंद्र रामगुलाम) dit Navin Ramgoolam, né le 14 juillet 1947 à Port-Louis, est un homme d'État mauricien. 
Dirigeant du Parti travailliste, il est Premier ministre à trois reprises : du 22 décembre 1995 au 17 septembre 2000, du 3 juillet 2005 au 17 décembre 2014 et depuis le 13 novembre 2024.

## Biographie
Navin Ramgoolam est le fils du « père de l'indépendance » mauricienne, Seewoosagur Ramgoolam.

### Jeunesse
Navin Ramgoolam est né le 14 juillet 1947 à Port-Louis.

### Premier ministre (1995-2000)
Il est Premier ministre du 22 décembre 1995 au 17 septembre 2000.

### Premier ministre (2005-2014)
Son parti bat le Mouvement militant mauricien de Paul Bérenger lors des élections législatives du 3 juillet 2005, il redevient donc Premier ministre.
Navin Ramgoolam est élevé au rang de grand officier de la Légion d'honneur par le président de la République française, Jacques Chirac, au cours de sa visite en France en mars 2006.
Aux élections législatives du 5 mai 2010, l'Alliance pour l'avenir qu'il dirige, réunissant le Parti travailliste et le Mouvement socialiste militant, obtient 41 des 62 sièges en jeu. Le 11 mai, il est reconduit dans ses fonctions de Premier ministre.
Il est défait aux élections législatives du 10 décembre 2014, et quitte ses fonctions une semaine plus tard.

### Retour dans l'opposition et arrestation
Navin Ramgoolam est arrêté le 6 février 2015. Il est soupçonné d'entrave à la justice et de blanchiment d'argent. La police perquisitionne son domicile à Vacoas et met la main sur deux coffres. Ramgoolam affirme alors que les codes d'accès sont en possession de son épouse. La police découvre près de 3 millions de roupies en devises étrangères au cours de cette perquisition.

### Premier ministre (depuis 2024)
Après la victoire de son parti aux élections législatives du 10 novembre 2024, Navin Ramgoolam est nommé Premier ministre par le président Prithvirajsing Roopun deux jours plus tard.